# برت وندل
برت وندل (انگلیسی: Barrett Wendell; ۲۳ اوت ۱۸۵۵ – ۸ فوریهٔ ۱۹۲۱) بازیکن بیسبال، و نویسنده اهل ایالات متحده آمریکا بود.